# Ministère de la Culture (Italie)
Pour les autres articles nationaux ou selon les autres juridictions, voir Ministère de la Culture.
Le ministère de la Culture (en italien : Ministero della cultura, MiC) est le département ministériel responsable du patrimoine culturel, de l'archéologie, du spectacle vivant et de l'audiovisuel en Italie.
Il est dirigé par l'indépendant Alessandro Giuli depuis le 6 septembre 2024.
Ses locaux sont situés au sein de l’ancien Collège romain, qu'il partage avec le lycée Ennio Quirino Visconti.

## Histoire
Le « ministère pour les Biens culturels et l'Environnement » (Ministero per i beni culturali e per l'ambiente) est créé par un décret-loi du quatrième gouvernement d'Aldo Moro le 19 décembre 1974, par l'attribution d'un certain nombre de compétences relevant principalement du ministère de l'Éducation. Par une loi entrée en vigueur le 15 février 1975, il devient le « ministère pour les Biens culturels et environnementaux » (Ministero per i beni culturali e ambientali). Le choix de la proposition per en français : « pour » signale le caractère essentiellement technique de ce nouveau département ministériel.
Le premier changement de dénomination intervient plus de 20 ans plus tard, sous le premier gouvernement de Massimo D'Alema, qui le transforme le 10 novembre 1998 en « ministère pour les Biens et les Activités culturels » (Ministero per i beni e le attivita' culturali, MiBAC). La réforme des ministères engagée l'année suivante par Franco Bassanini confirme ce nouveau titre.
Le gouvernement de grande coalition d'Enrico Letta confie au ministère la compétence sur le tourisme, et le rebaptise « ministère des Biens et des Activités culturels et du Tourisme » (Ministero dei beni e delle attivita' culturali e del turismo, MiBACT). Il reprend son nom de « ministère pour les Biens et les Activités culturels » après que les questions touristiques ont été transférées au ministère des Politiques agricoles, alimentaires et forestières le 15 août 2018 par le premier gouvernement de Giuseppe Conte. Le 22 septembre 2019, le gouvernement Conte II charge de nouveau le MiBAC des affaires concernant le tourisme et le renomme « ministère pour les Biens et les Activités culturels et le Tourisme » (Ministero per i beni e le attivita' culturali e per el turismo).
Il prend le nom de « ministère de la Culture » le 2 mars 2021 sous le gouvernement de Mario Draghi, qui recrée par ailleurs le ministère du Tourisme.